# Traktat w Karsie
Traktat w Karsie (tur. Kars Antlaşması, ros. Карсский договор, gruz. ყარსის ხელშეკრულება, orm. Կարսի պայմանագիր, azer. Qars müqaviləsi) – traktat podpisany w mieście Kars w dniu 13 października 1921, którego sygnatariuszami było Wielkie Zgromadzenie Narodowe Turcji oraz 4 republiki radzieckie: Rosyjska FSRR, Armeńska SRR, Azerbejdżańska SRR i Gruzińska SRR.
Regulował on kwestię kaukaskiej granicy Turcji i był następcą podobnego traktatu moskiewskiego z marca 1921 roku podpisanego tylko przez stronę turecką i rosyjską. 
Głównym postanowieniem traktatu była cesja na rzecz Turcji większości terenów zdobytych przez carską Rosję na Imperium Osmańskim podczas wojny rosyjsko-tureckiej w latach 1877–1878. Jedynym wyjątkiem był powiat surmalijski przyłączony na skutek wojny rosyjsko-perskiej w latach 1826-28.
Traktat regulował też kwestie administracyjne republik radzieckich takie jak np. powstanie Adżarskiej i Nachiczewańskiej ASRR.